# Матвей Нинослав
Матвей Нинослав (сербохорв. Matej Ninoslav, ? — 1250) — бан Боснии.
В 1232 году сторонники боснийской церкви свергли бана Стефана и возвели на престол Матея Нинослава, что привело к осложнениям в отношениях с сербским государством Рашка, так как Стефан был родственником правившей в ней династии Неманичей.
Распространение учения богомилов в Боснии вызвало сильные осложнения в отношениях с Римом. Чтобы гарантировать лояльность симпатизировавшего богомилам Приезды — родственника Матея Нинослава — папские эмиссары забрали в Рим в качестве заложника его сына, и Матею Нинославу пришлось лично хлопотать о его освобождении. В 1233 году папским легатом был отстранён от должности епископ Владимир, занимавший кафедру в Дьяковаре (современный хорватский Джяково) из-за впадения в ересь. Новым епископом Дьяковара был назначен Иоганн фон Вильдесхаузен, параллельно он возглавлял кафедру Калочи.
В 1234 году венгерский король Андраш II отдал Боснийский банат своему сыну Коломану. Тем временем законный наследник боснийского трона усорский князь Сибислав (сын смещённого Стефана) начал атаковать Матея Нинослава, надеясь забрать Боснию себе. 17 октября 1234 года папа Григорий IX призвал к крестовому походу против Боснии, а 9 августа 1235 года признал Коломана легитимным баном Боснии.
Хотя население Боснии, не желая менять свою веру на религию, принесённую венгерскими мечами, сплотилось против захватчиков, Матвей Нинослав был вынужден отступить в горы. Крестоносцы захватили западную Боснию, и в 1237 году венгерский епископ, сменивший Иоганна фон Вильдесхаузена, начал сожжения еретиков. 26 апреля 1238 года Коломан сообщил Папе об очищении Боснии от ереси. В 1240 году Матвей Нинослав был вынужден бежать в Дубровницкую республику.
В 1241 году в Венгрию вторглись монголы. Коломан был вынужден вернуться с войсками и принять участие в битве на реке Шайо. Матвей Нинослав воспользовался моментом и восстановил контроль над Боснией, вынудив Приезду (которому Коломан передал титул бана Боснии) бежать в Венгрию. Тем временем в Хорватии разразилась война между Сплитом, восставшим против короля Белы, и Трогиром, оставшимся верным королю. Матвей Нинослав поддержал Сплит, однако взять Трогир не удалось. В 1244 году венгерский король собрался с силами, и армия под командованием славонского бана Дионисуса взяла Сплит. 20 июля 1244 года был подписан мир, по условиям которого Матвей Нинослав признавал себя вассалом венгерского короля, а за это он и боснийское дворянство получали прощение, также подтверждались права и владения боснийской церкви.
Тем не менее боснийская ересь продолжала вызывать недовольство Рима, и в 1247 году король Бела и папа Иннокентий IV потребовали организации нового крестового похода против Боснии. Матвей Нинослав написал Папе, что он является верным католиком и никогда не был еретиком, а посетившие вскоре Боснию папские легаты подтвердили его слова.
Последовавшая в 1249 или 1250 году смерть Матея Нинослава привела к борьбе за престол претендентов, поддерживаемых различными религиозными кругами и иностранными силами.